# Europsko prvenstvo u košarci za žene – Mađarska 1964.
Europsko prvenstvo u košarci za žene 1964. godine održalo se u Mađarskoj od 6. do 13. rujna 1964. godine.